# The Nuttall Encyclopædia
The Nuttall Encyclopædia: Being a Concise and Comprehensive Dictionary of General Knowledge, edita dal Rev. James Wood, pubblicata la prima volta a Londra nel 1900 da Frederick Warne & Co Ltd. è un'enciclopedia generalista in lingua inglese.

## Descrizione
The Nuttall Encyclopædia prende il titolo dal Dr. Peter Austin Nuttall (m. 1869), le cui opere, come lo Standard Pronouncing Dictionary of the English Language (pubblicato nel 1863), sono state poi acquisite da Frederick Warne, e sarebbero poi state pubblicate nei decenni successivi.
Il frontespizio proclama questa enciclopedia essere "un dizionario conciso e completo di conoscenza generale che consiste di oltre 16.000 articoli essenziali e originali su quasi tutti i temi discussi in enciclopedie più grandi, e specialmente sotto le categorie della storia, biografia, geografia , letteratura, filosofia, religione, scienza e arte".
Le voci o articoli in questo lavoro sono in genere molto brevi e sono per lo più di persone e luoghi; mentre ha voci per personaggi di fantasia dai libri di Charles Dickens, l'enciclopedia è priva di voci sulla frutta. Essa riflette spesso la personale visione del mondo dell'autore, visualizzazione degli eventi da una prospettiva definita. Questo può essere visto nelle voci come nelle date di eventi epocali. Come altro esempio, la voce per il Venezuela presenta il punto di vista britannico di un evento del 1899:
Nel 2004 il Project Gutenberg pubblica una versione dell'edizione del 1907, ora di pubblico dominio.